# Michele Zezza

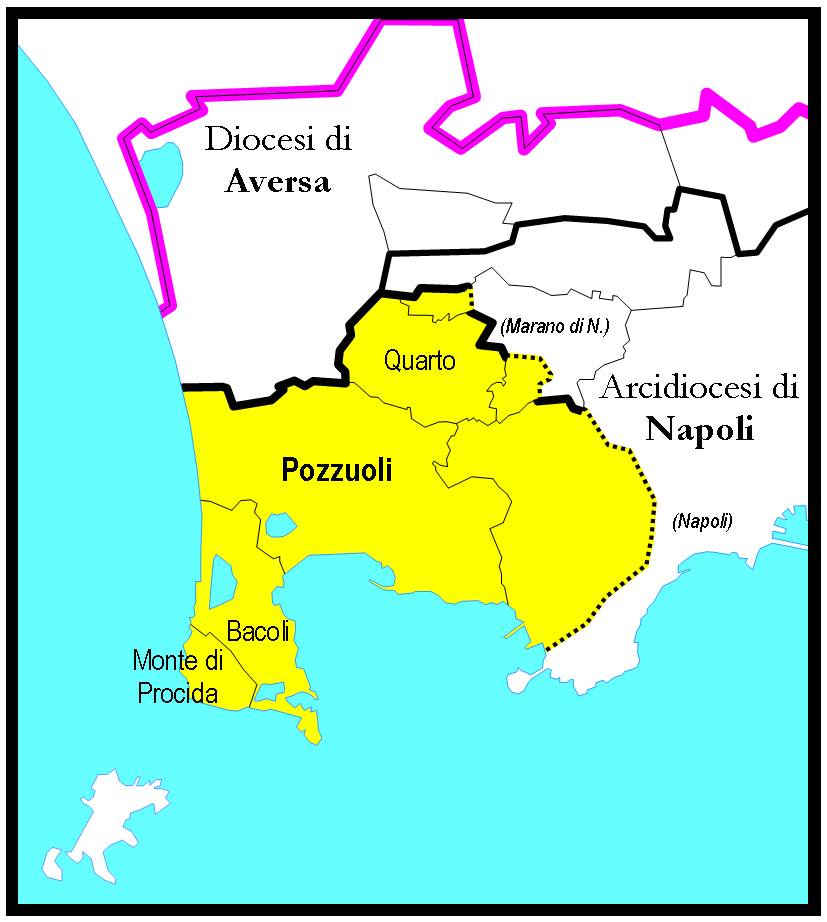
Kaart van het bisdom Pozzuoli en het aartsbisdom Napels

Michele Zezza (di Zapponeta) (Napels, 7 april 1850 – aldaar, 26 juni 1927) was een Rooms-katholiek prelaat en kort aartsbisschop van Napels (1923) in het koninkrijk Italië.

## Levensloop
Zezza was een telg uit de adellijke familie di Zapponeta in Napels. Zijn vader was Carlo Zezza baron van Zapponeta en zijn moeder Teresa Carignani uit het hertogelijk Huis Novoli. In 1872 werd hij tot priester gewijd.
In 1891 werd hij hulpbisschop van Napels. Dit ging gepaard met de wijding tot titulair bisschop van Calydon. Van 1893 tot 1919 was hij bisschop van Pozzuoli nabij Napels. Hij herorganiseerde het archief met als doel de geschiedenis van Pozzuoli en de Campi Flegrei uit te werken.
Vervolgens bestuurde Zezza feitelijk het nabijgelegen aartsbisdom Napels, vanaf 1919. Hij werd namelijk benoemd tot coadjutor-aartsbisschop van Napels, wat hij mocht combineren met de titel van aartsbisschop van Ancyra (of Ankara) in Turkije. 
Uiteindelijk werd hij aartsbisschop van Napels in het jaar 1923; hij bleef het maar 6 maanden. Dan trok Zezza zich terug uit het bestuur van het aartsbisdom en was hij in de laatste jaren van zijn leven titulair Latijns patriarchaat van Constantinopel, dat een oude Roomse titel is die teruggaat tot de kruistochten. Hij stierf in Napels in 1927.
- Bibliothèque nationale de France: cb16988841x (data)
- Virtual International Authority File: 89546282